# Die Frau mit dem Bären

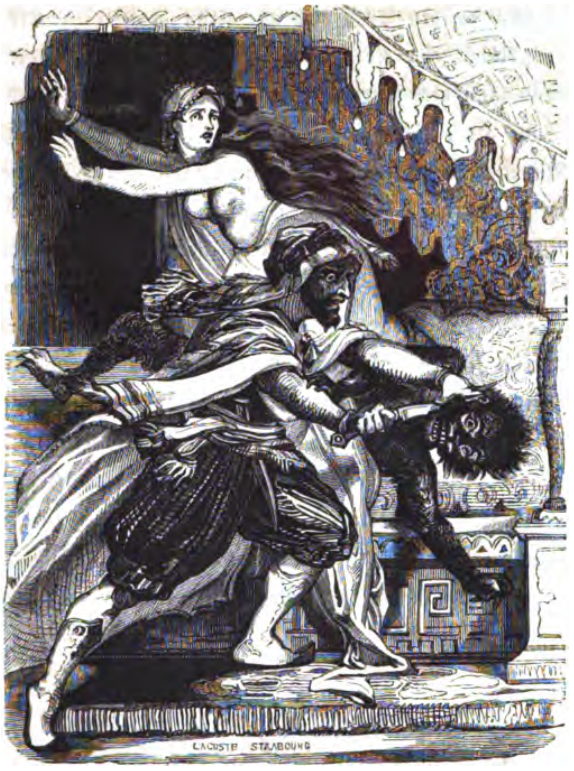
Wardan tötet den Bären/Affen.

Die Frau mit dem Bären ist ein orientalisches Märchen aus den Geschichten aus Tausendundeiner Nacht. In der Arabian Nights Encyclopedia wird sie als ANE 101 gelistet.
Die Kurzgeschichte erzählt von dem Metzger Wardan, der einer unheimlichen Frau folgt und später den sechsten Fatimiden-Kalifen al-Hakim (996–1021) trifft.

## Handlung
Zur Zeit des fatimidischen Kalifen al-Hakim lebte in Kairo ein Metzger namens Wardan. Jeden Tag kam eine Frau zu ihm, die für einen Dinar Fleisch kaufte, das ein Lastenträger in einem Korb davontrug. Einmal fragte Wardan den Träger, wohin er das Fleisch bringe. Der Träger sagte, er wisse es nicht. Die Frau verbinde seine Augen, sobald sie in der Nähe des Gartens des Wesirs sei. Von Neugier getrieben, folgte Wardan der Frau und dem Träger am nächsten Tag bis zum Gebirge, wo er der Frau zu einer in den Stein gehauenen Treppe folgt, hinunter zu einem Gemach. Dort fütterte die Frau einen Bären, mit dem sie anschließend sexuell verkehrte und dann einschlief.
Wardan schlich in das Gemach und schnitt dem Bären mit eine Messer den Kopf ab. Vom Gestöhne des Bären erwacht, fing die Frau zu schreien an: »O Wardan! Ist das der Lohn des Guten, das ich dir getan?«, woraufhin Wardan erwiderte: »O Feindin deiner selbst! Gibt es nicht Männer genug auf der Welt, dass du in Gesellschaft eines Tieres leben musst?«
Schließlich flehte die Frau Wardan an, sie zu töten, wie er den Bären getötet hatte, dann solle er von ihren Schätzen nehmen. Wardan entgegnete: »Bin ich nicht besser als dieses Tier? Warum willst du sterben? Ich will dich heiraten, und wir können zusammen von diesem Schatz leben.« Doch die Frau entgegnet, sie werde diesen Bären nicht überleben. Wenn Wardan sie nicht schlachte, werde sie ihm ewig nach dem Leben trachten. Daraufhin tötete Wardan auch die Frau. Er sah sich in ihrem Gemach um, wo er eine Menge Gold, Perlen und Edelsteine vorfand. Wardan kehrte nach Kairo zurück, wo er am Siegestor dem Kalifen al-Hakim und zehn seiner Offiziere begegnete. Der Kalif fragte ihn, ob er die Frau und den Bären getötet habe, was Wardan bejahte. Zusammen mi dem Kalifen barg er den Rest des Schatzes und durfte behalten, was im Korb des Lastenträgers war. Der Bazar, auf den er ging, wurde nach ihm Wardan-Bazar genannt.

## Hintergrund

### Textherkunft
Die Geschichte ist in den ägyptischen Manuskripten und den frühen arabischen Druckausgaben von Tausendundeine Nacht enthalten, mit Ausnahme der Breslauer Edition.
André Miquel verortet den Ursprung der Erzählung im 11. bis 15. Jahrhundert. Claude Bremond (1994b) bringt die Geschichte mit ähnlichen Erzählungen im Nishwâr al-muhâdara von al-Tanukhi (gest. 994) und Kanz al-durar von Ibn al-Dawadari (14. Jahrhundert) in Verbindung, die beide um die Motive eines Helden, eines Schatzes und einer anomalen sexuellen Beziehung aufgebaut sind. Er verweist auch auf die Erzählung Die Prinzessin und der Affe, die in der Bulaq-I-Ausgabe und Kalkutta-II-Edition unmittelbar auf die Erzählung folgt.

### Interpretation
Nach Ansicht der Autoren der Arabian Nights Encyclopedia illustriert die Geschichte ein vorherbestimmtes Schicksal, das eine Anomalie korrigiert, die entweder durch Magie oder durch eine sexuelle Obsession verursacht wurde.

## Wissenswertes
In Gustav Weils Übersetzung lautet der Titel Die Frau mit dem Affen.

## Ausgaben
- Gustav Weil: Tausend und eine Nacht – Arabische Erzählungen, Karl Müller Verlag, Erlangen 1984 (Erstausgabe 1839), Band 4, S. 64–66.
- Enno Littmann: Die Erzählungen aus den tausendundein Nächten, Insel Verlag, Frankfurt 1968, Band 3, S. 341–347.